# Futian Checkpoint
Futian Checkpoint is de Chinese helft van een van de grensovergangen tussen Hongkong en China. Bij deze overgang ligt ook station Futian Checkpoint. 
Futian Checkpoint bevindt zich in Futian in de Chinese stadsprefectuur Shenzhen.